# حكم الانقضاء
حكم الانقضاء أو شرط الانقضاء في السياسة العامة هو إجراء ضمن قانون أساسي أو قانون تنظيمي أو غيرها من القوانين ينص على أن القانون يتوقف نفاذه بعد مضي مدة محددة مالم يقم إجراء تشريعي بتمديد هذا القانون، ومعظم القوانين ليس فيها شروط انقضاء ولذلك تبقى نافذة إلى أجل غير مسمى إلا في الأنظمة التي يلغى فيها.
يوجد مصطلح حكم الانقضاء أيضًا في دورة حياة البرمجيات إشارة إلى الإلغاء التدريجي لميزات في البرامج والمواقع الإلكترونية.

## الأصل
تعود جذور شروط الانقضاء إلى القانون الروماني الذي يخص تفويض السلطة، لكن الدلالة الفلسفية تعود إلى قوانين أفلاطون؛ ففي عهد الجمهورية اليونانية كان تفويض مجلس الشيوخ الروماني لجمع ضرائب خاصة ولتفعيل عمل القوات محدودًا في الزمن والمدى، وكانت تنتهي التفويضات قبل انقضاء مدة منصب انتخابي كمنصب الحاكم مثلًا، ويترجم القانون حرفيًا: «ما هو مسموح لفترة معينة سيكون مرفوضًا بعد هذه الفترة»، وكانت تطبق ذات القوانين في تشريعات الطوارئ الرومانية، وظهر المبدأ الأساسي في عدة أماكن من التشريع وجُعل قانونًا لاحقًا في 'قانون جاستينانيوس' (10، 61، 1)، وقد اخترق هذا المبدأ عندما أصبح يوليوس قيصر ديكتاتورًا حتى وفاته.

## أمثلة
استخدمت أحكام الانقضاء كثيرًا في التاريخ القانوني، ونوقشت فكرة أحكام الانقضاء العامة بشكل مكثف في أواخر السبعينيات.

### الولايات المتحدة

#### المستوى الفدرالي
يعد التشريع الذي يجدد تفويضًا منتهيًا قانون إعادة صلاحية أو قانون تمديد في لغة القانون الفدرالي، وعادة ما يسبق إعادة صلاحية القوانين أو الوكالات الخلافية جدل سياسي واسع، ومن الأمثلة البارزة في القانون الأمريكي:

#### قانون الشغب لعام 1798
وهو جزء من قوانين الأجانب والشغب، وقد كان قانون الشغب أداة سياسية استخدمها جون آدامز والحزب الفدرالي لقمع المعارضة؛ وقد ضمن مشرعوه أن يبطل في نهاية فترة حكم جون آدمز حتى لا يستعمله الديمقراطيون الجمهوريون ضد حزبه.
القانون الوطني الأمريكي
إن العديد من الأقسام المتعلقة بالمراقبة الواقعة تحت الفقرة 224 من القانون الوطني الأمريكي قد انتهى تأثيرها في 31 ديسمبر 2005، وتم تجديدها لكن انتهى نفاذها مجددًا في 10 مارس 2006، وجددت مرة أخرى عام 2010، وقد وضع القانون الوطني الأمريكي ليحدد مدة انقضاء للبنود التالية:
- الفقرة 201 التنصت على المكالمات الهاتفية في حالات الإرهاب.
- الفقرة 202 التنصت على المكالمات الهاتفية في حالات الاحتيال الحاسوبي وسوء الاستخدام.
- الفقرة 203 (ب) و (د) مشاركة التنصت على المكالمات الهاتفية ومعلومات الاستخبارات الأجنبية.
- الفقرات 204، 206، 207، 214، 215، 218 والفقرات المرتبطة من قانون المراقبة الاستخباراتية الأجنبية 225 بما فيها التنصت الجوال على المكالمات الهاتفية.
- الفقرة 209 الحصول بمذكرة على الرسائل الصوتية.
- الفقرة 217 اتصالات المتعدي الحاسوبي.
- الفقرة 220 الخدمة في كامل البلاد أو مذكرات الأدلة الإلكترونية.
- الفقرة 223 المسؤولية المدنية لخرق الخصوصية.

#### حظر الأسلحة الحربية
أدى شرط انقضاء قانون حظر الأسلحة الحربية عام 2004 إلى إبطال القانون.

### قانون الميزانية وقانون بيرد
يحكم قانون الميزانية الخاص بالكونغرس دور الكونغرس في إجراءات الموازنة؛ وهو قانون يؤثر على قواعد المداولة في المجلس خلال مطابقة الموازنة، خصوصًا منع استعمال الإعاقة البرلمانية لأي قرار يخص الميزانية؛ أما قانون بيرد الذي سمي تيمنًا باسم داعمه الأساسي السيناتور روبرت سي بيرد، فقد أقر في عام 1985 وعدل عام 1990 لتعديل قانون الميزانية ويقع في الفقرة 313، يسمح هذا القانون للسيناتور برفع اعتراض قانوني على أي بند خارجي، ويحدد كونه خارجيًا بناء على معيار من بين عدة معايير، حيث يعرف الخارجي بأنه يشمل البنود التي تقع خارج الاختصاص القضائي للجنة أو التي لا تؤثر على الإيرادات أو النفقات.
وما هو مهم لأحكام الانقضاء هو أن قانون بيرد يعرف الخارجي بأنه: «يؤدي لزيادة عجز السنة المالية الذي يتخطى ما تغطيه تدابير المطابقة»، وبما أن قانون الميزانية ينص على أن قرار الميزانية يغطي على الأقل 4 سنوات لاحقة لسنة الموازنة، وهي عادة السنة التي تعقب سنة إقرار الموازنة، فهي الفترة الزمنية عادة؛ وقد تغطي قرارات الموازنة فترات لعشر سنوات، وبذلك يجوز أن يغطي إجراء المطابقة العشر سنوات. لهذا القانون تأثير بالسماح لأعضاء الكونغرس برفع اعتراض قانوني على أي زيادة إنفاق أو اقتطاع ضريبي لا يشمل شرط انقضاء ينهيه بعد 5 أو 10 سنوات (ومن المعقول أكثر)، (وإلا يزيد الشرط العجز في السنة المالية بعد المدة التي يغطيها قرار الموازنة). ويتطلب تخطي الاعتراض القانوني إغلاقًا للنقاش بالتصويت، أي بثلاثة أخماس الأغلبية بستين عضوًا في مجلس الشيوخ؛ وباختصار فالتأثير النهائي لقانون بيرد هو الطلب بأن أي زيادة في الإنفاق أو في الاقتطاع الضريبي يجب أن يقرها الأغلبية من 60 سيناتورًا إن لم تكن تضم فترة انقضاء (رغم وجود استثناء إن كان التأثير الإجمالي على العجز في بند خاص لا يزيد العجز، فلا يثار اعتراض قانوني). فبوجود شرط الانقضاء فالحاجة فقط لأغلبية بسيطة في عملية مطابقة الميزانية.

#### الضريبة العقارية والاقتطاعات الضريبية الأخرى 2001
قام الكونغرس الأمريكي في قانون النمو الاقتصادي وتسوية التخفيضات الضريبية لعام 2001 بسن قانون إلغاء تدريجي للضريبة العقارية الفدرالية خلال العشر سنوات التالية، حيث تلغى الضريبة بالكامل عام 2010؛ وفي حين فضّل غالبية المجلس إلغاءها، لم يصل الموافقون إلى ثلاثة أخماس الأغلبية العظمى، لذا أعاد بند انقضاء في القانون الضريبة إلى مستوياتها الأصلية (وبالفعل شمل القانون جميع الاقتطاعات الضريبية) في 1 يناير 2011 لكي يتوافق مع قانون بيرد؛ وفي أبريل 2011 حاول الجمهوريون في الكونجرس إبطال بند الانقضاء، لكن جهودهم باءت بالفشل.
وقد أدى الغموض حول الوجود المطول لشرط الانقضاء إلى جعل التخطيط العقاري أكثر تعقيدًا، ويذكر أن بعض بنود الانقضاء أبطلت، فمثلًا خطط الادخار التعليمي 529 التي طرحت في القانون مددها بشكل دائم قانون حماية المعاشات التقاعدية لعام 2006.

#### مستوى الولايات
وفقًا للمؤتمر الوطني لمجالس الولايات التشريعية فإن كولورادو وفلوريدا وألاباما أقرت أول قوانين الانقضاء عام 1976، وتبعتها تكساس و21 ولاية أخرى عام 1977، وفي النهاية أقرت 36 ولاية دساتير انقضاء واسعة"؛ وبسبب الاستياء من عملية الانقضاء بقيت 22 ولاية تستخدمها بحلول عام 1922.